# نولان إكليلي
نولان إكليلي (الاسم العلمي:Nolana coronata) هو نوع نباتي يتبع جنس النولان من فصيلة الباذنجانية.